# Музей Кролевецького ткацтва
Музей Кролевецького ткацтва — краєзнавчий музей у місті Кролевець на Сумщині, зібрання матеріалів і предметів з історичного та культурного розвитку ткацтва Кролевеччини; значний культурний осередок міста.

## Загальні дані
19 листопада 2011 року у рамках проведення Міжнародного літературно-мистецького фестивалю «Кролевецькі рушники», який з 1995 року щорічно проводиться у м. Кролевці, відбулась важлива історична подія — відкриття музею кролевецького ткацтва. Розташовано музей в історичній садибі родини Огієвських (бульв. Шевченка, 33), де колись гостював великий Кобзар.
«У планах обласної влади — перетворити місцевий музей на національний. Адже кролевецькі рушники прославляють не тільки Сумщину — всю Україну», — зазначив під час відвідин музею у 2011 році голова Сумської ОДА Ю. П. Чмирь.

## Фонди та експозиція

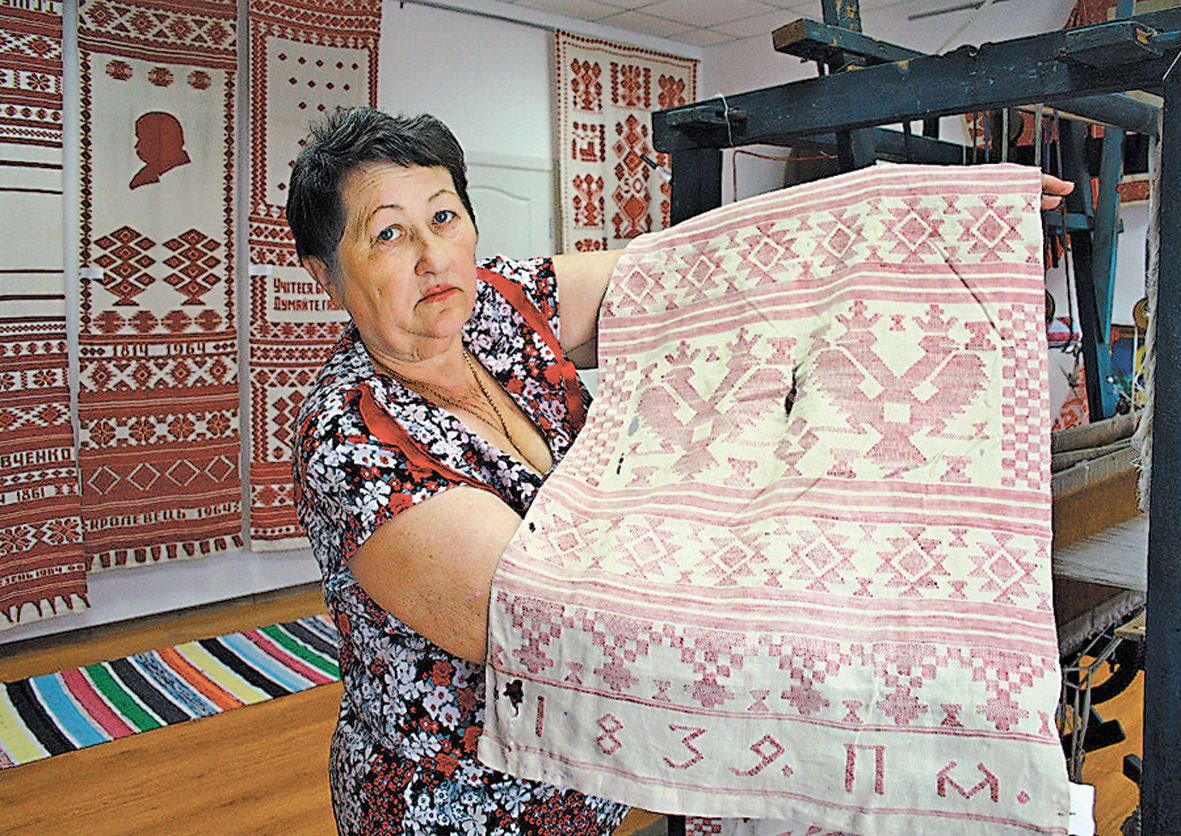
Рушник, виготовлений у 1839 році

В основу музею була закладена спадщина музейної кімнати Кролевецької фабрики художнього ткацтва. Музейна збірка стародавніх і сучасних творів художнього ткацтва нараховує понад 700 унікальних експонатів, з яких майже 400 — рушники.
Найстаріший з рушників датується 1839 роком.

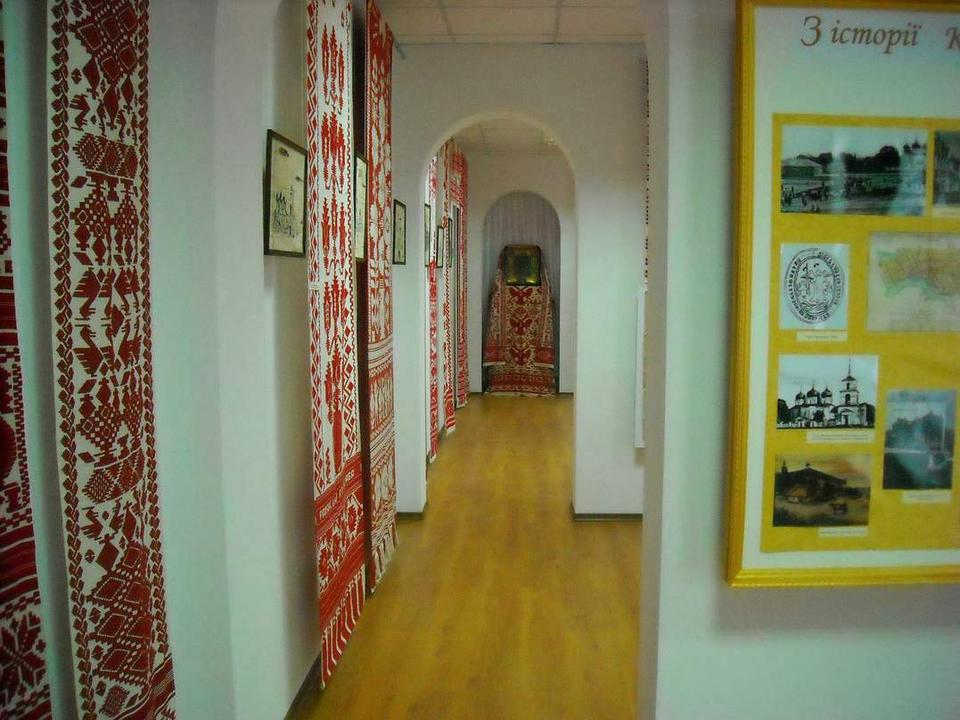
Один із залів музею

Ткані вироби, які зберігаються у фондах музею, дійшли до нас із XIX—ХХ століть. Це різноманітні предмети декоративно-ужиткового та обрядового призначення, передусім рушники, розмір й оформлення яких залежали від використання їх у побуті й обрядах. Узорні тканини інтер'єрного вживання — настільники, рядна, фіранки.
Кожний твір художнього ткацтва, що зберігається в музейній колекції, доносить до сучасників уяву про естетичні уподобання та високу майстерність їхніх творців.